# Projekt 133
Projekt 133 Antares (v kódu NATO třída Muravey) je třída křídlových hlídkových člunů sovětského námořnictva z doby studené války. Celkem bylo postaveno jedenáct jednotek této třídy a dvanáctá nebyla postavena. Plavidla zařadila především Pohraniční vojska KGB. Jejich hlavní operační oblast je na Baltu a v Černém moři.

## Stavba
Loděnice ve Feodosii dokončila v letech 1976–1993 jedenáct jednotek této třídy. Poslední jednotku PSKR-115 již převzalo ukrajinské námořnictvo.

## Konstrukce
Hlavňovou výzbroj tvoří 76mm kanón AK-176 ve věži na přídi a 30mm kanón AK-630M na zádi. K ničení ponorek slouží dva jednohlavňové 406mm torpédomety se dvěma torpédy SET-72 a až šest hlubinných pum BB-1. Výzbroj doplňuje jeden sedmihlavňový 55mm granátomet MRG-1. Pohonný systém tvoří dvě plynové turbíny M-70 o celkovém výkonu 20 000 hp, pohánějící dva lodní šrouby se stavitelnými lopatkami. Nejvyšší rychlost dosahuje 61 uzlů.